# Hainbühl
Hainbühl (oberfränkisch: Hahbiel) ist ein Gemeindeteil der Gemeinde Neudrossenfeld im Landkreis Kulmbach (Oberfranken, Bayern). Hainbühl liegt in der Gemarkung Lindau.

## Geographie
Die Einöde liegt am Fuße der bewaldeten Anhöhe Hohenberg (482 m ü. NHN, 0,6 km südlich). Die Kreisstraße KU 29 führt nach Lindau (1,3 km nordwestlich) bzw. nach Fohlenhof (0,9 km südöstlich).

## Geschichte
Ein Tropfhaus, das mit Hainbühl gleichzusetzen ist, wurde 1784 erwähnt. 1800 wurde dieses erstmals als „Hainbühl“ bezeichnet. Der Ortsname bedeutet „auf dem Hügel gelegener Wald“.
Hainbühl gehörte zur Realgemeinde Waldau. Gegen Ende des 18. Jahrhunderts bestand Hainbühl aus einem Anwesen. Das Hochgericht übte das bayreuthische Stadtvogteiamt Kulmbach aus. Das Kastenamt Kulmbach war Grundherr des Tropfhauses.
Von 1797 bis 1810 unterstand der Ort dem Justiz- und Kammeramt Kulmbach. Mit dem Gemeindeedikt wurde Hainbühl dem 1811 gebildeten Steuerdistrikt Lindau und der 1812 gebildeten gleichnamigen Ruralgemeinde zugewiesen. Am 1. Januar 1972 wurde Hainbühl im Zuge der Gebietsreform in Bayern nach Neudrossenfeld eingegliedert.

### Einwohnerentwicklung
| Jahr      | 001818 | 001861 | 001871 | 001885 | 001900 | 001925 | 001950 | 001961 | 001970 | 001987 |
| Einwohner | 8      | 4      | 9      | 19     | 16     | 14     | 17     | 8      | 7      | 6      |
| Häuser    | 1      |        |        | 3      | 3      | 3      | 2      | 2      |        | 2      |
| Quelle    | [ 8 ]  | [ 11 ] | [ 12 ] | [ 13 ] | [ 14 ] | [ 15 ] | [ 16 ] | [ 17 ] | [ 18 ] | [ 1 ]  |

## Religion
Hainbühl ist evangelisch-lutherisch geprägt und nach Neudrossenfeld gepfarrt. Zeitweise waren die Protestanten nach St. Johannes (Trebgast) gepfarrt.